# The Berzerker
The Berzerker is een Australische grindcore/deathmetalband uit Melbourne.

## Bezetting
Huidige bezetting
- Luke Kenny (zang)
- Tim Aldridge (gitaar)
- Damien Palmer (basgitaar)
- Todd Hansen (drums)
- Ed Lacy (gitaar)
- Martin Bermheden (gitaar)

Voormalige leden
- Sam Bean (basgitaar)
- David Gray (drums)
- Matt Wilcock (gitaar)
- Gary Thomas (drums)
- Filip Rutherfurd (drums)

## Geschiedenis
De band werd geformeerd in 1995 als een soloproject van Luke Kenny. In het begin werden de leden alleen genoemd naar hun instrument (The Drummer, The Guitarist etc.) en droegen maskers op het podium. Tussen 1995 en 1998 verschenen diverse singles en ep's bij het Australische onafhankelijke label Industrial Strength. In 1998 werd de band gecontracteerd door Earache Records, in 2000 verscheen hun titelloze debuutalbum. Er is een videoclip gemaakt voor het nummer Reality, dat door MTV werd geboycot vanwege de angstaanjagende presentatie, die gevaarlijk is voor epileptici. Na een tournee door de Verenigde Staten kwam in 2002 het tweede album Dissimulate uit, met onder meer Corporal Jigsore Quandary, een coverversie van de Britse extreme metalband Carcass. Op de Earache Christmas Party eind 2003 speelden de dronken leden van de band een extreem gewelddadig optreden, waarvan een opname verscheen op de dvd The Principles and Practices of The Berzerker in 2004. Bovendien bevatte de dvd al het materiaal dat de band in haar vorige bestaan had opgenomen. Destijds besloot The Berzerker om in de toekomst zonder maskers op te treden. Met Kerstmis 2004 nam de band het derde album op in de bezetting dat het debuutalbum al had opgenomen. De opnamen van het album zijn gemaakt zonder drummers en de band gebruikte geen gitaarversterkers, maar nam de noten rechtstreeks op de mixer op. World of Lies kwam uit in januari 2006. Medio 2006 werd begonnen met het vervolgalbum Animosity, dat in februari 2007 uitkwam. De cover was het resultaat van een wedstrijd, gewonnen door de Franse undergroundartiest Adrien Bousson. Het laatste album The Reawakening kwam uit in juli 2008, waarna het contract met Earache Records eindigde. Hoewel de band in augustus 2009 een nieuw studioalbum aankondigde, is dit nog niet uitgebracht. Er volgde een pauze van de band voor onbepaalde tijd. Volgens de officiële Facebook-pagina's van de band en Luke Kenny zijn The Berzerker sinds begin 2020 terug van de pauze en zullen ze naar verwachting na twaalf jaar in maart 2020 een nieuw studioalbum uitbrengen.

## Discografie

### Alben
- 2000: The Berzerker
- 2002: Dissimulate
- 2006: World of Lies
- 2007: Animosity
- 2008: The Reawakening

### Ep's
- 1995: Archie Campbell (digitale ep)
- 1996: No?
- 1996: Full of Hate
- 1998: Inextricable Zenith
- 2000: Broken
- 2006: Animosity EP
- 2008: The Reawakening EP

### Livealbums
- 2000: The Berzerker – Live and Rare
- 2010: The Berzerker – Live in London

### DVD's
- 2004: The Principles and Practices of The Berzerker

### Verdere publicaties
- 2000: Demos 1998